# لارس يوهانسون (سياسي)
لارس يوهانسون (بالسويدية: Lars Johansson)‏ هو سياسي سويدي، ولد في 1950. حزبياً، نشط في حزب العمال الديمقراطي الاشتراكي السويدي. وقد انتخب عضو البرلمان السويدي ‏.